# Sile (rivier)
De Sile is een rivier in Noord-Italië in de regio Veneto. De rivier wordt ook wel de Sil genoemd. Hij komt in Treviso samen met Botteniga en mondt uit in de Adriatische Zee. Zijn totale lengte is 96 km, en het verloop is 28 meter. 
Sinds 1960 heeft de rivier boven Treviso niet meer genoeg water om door beroepsscheepvaart te worden gebruikt. Dit komt onder andere door afgravingen die in de 19de eeuw plaatsvonden.